# Valpovo
Valpovo es una ciudad de Croacia en el condado de Osijek-Baranya.

## Geografía
Se encuentra a una altitud de 91 m s. n. m. a 288 km de la capital nacional, Zagreb.

## Demografía
En el censo 2011 el total de población de la ciudad fue de 11 563 habitantes, distribuidos en las siguientes localidades:
- Harkanovci - 563
- Ivanovci - 460
- Ladimirevci - 1 587
- Marjančaci - 308
- Nard - 516
- Šag - 426
- Valpovo -  7 406
- Zelčin - 351

| Gráfica de población de Valpovo 1857-2011                           |
|                                                                     |
| Según los censos de población de la oficina estadística de Croacia. |

## Historia
La ciudad se ha desarrollado desde un campamento para los alemanes que fue establecido por los funcionarios del régimen comunista yugoslavo que operó desde 1945 hasta 1946.

## Economía
La economía se basa en la agricultura, la ganadería, la silvicultura, la madera los productos alimenticios y las industrias de madera, cerca de la ciudad hay depósitos de petróleo y gas natural. Valpovo se encuentra en una carretera regional que conecta a Osijek y Donji Miholjac, así como una carretera que conecta con Belišće. 

## Atracciones turísticas

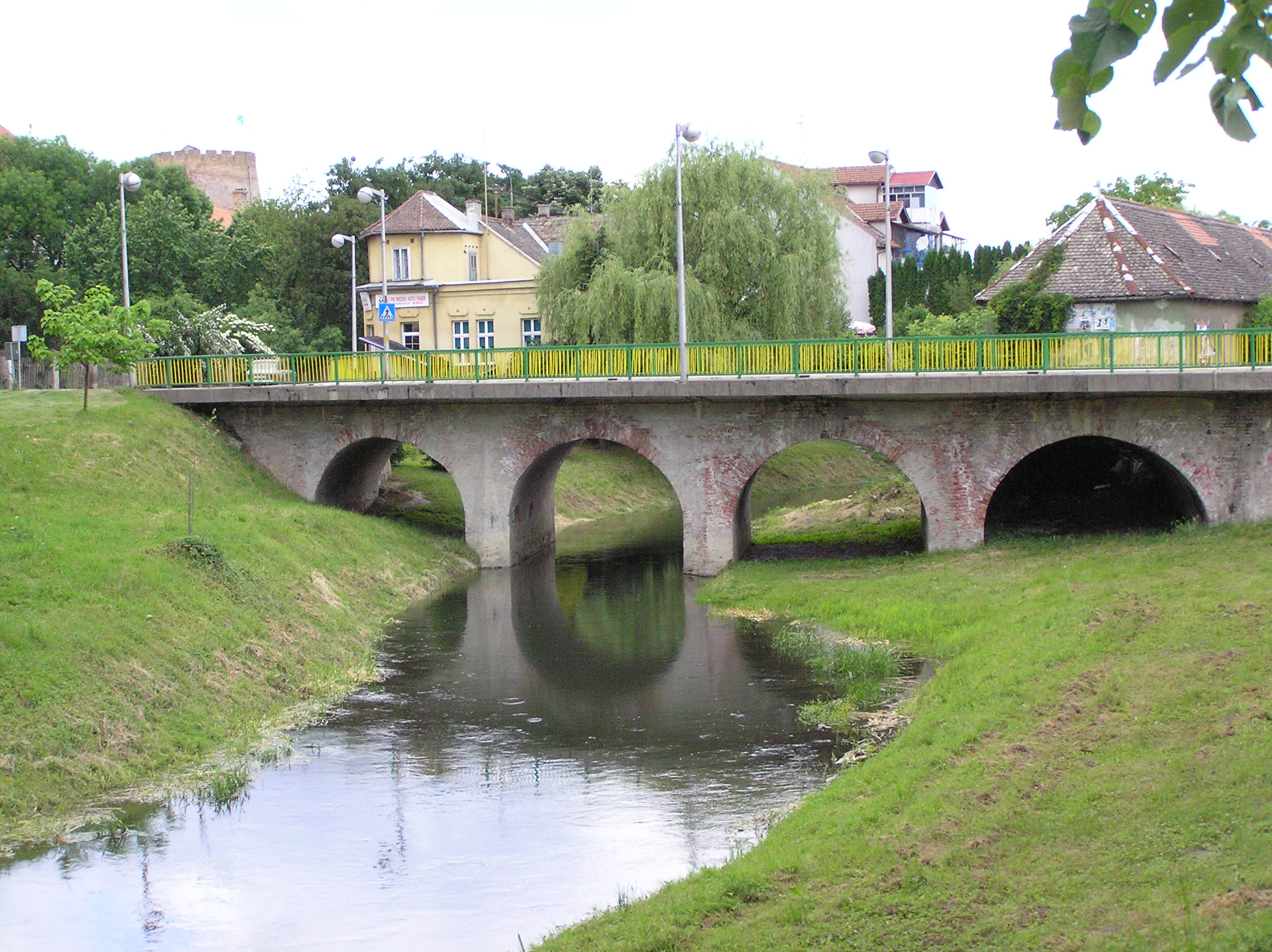
Puente sobre el río Karašica.

Valpovo ofrece a los visitantes las principales atracciones de la región
Situada cerca de las orillas del río Drava (5 km), Valpovo era una antigua vivienda de las familias feudales. Importante atracción turística al incluir el patrimonio cultural e histórico, (restos de una fortificación medieval, el viejo puente de ladrillo, las iglesias) y un parque, protegido como monumento hortícola. Plantaron 121 tipos de hierbas en 250.000 metros cuadrados. 
La cita anual más importante es la Valpovo verano, a la que asisten una serie de clubes culturales, con el folclore, la música, y el teatro como espectáculos principales aunque también posee otros espectáculos. 
Se ofrecen oportunidades de pesca en los cercanos ríos Karašica, Vučica, Drava, así como en lagos, estanques piscícolas y tierras de caza que se encuentran cerca. La región ofrece especialidades de Eslavonia como venado y peces de agua dulce además de tener vinos de calidad.

## Ciudades hermanadas
- Komló (Hungría)